# Flonzaleytunnel
Der Flonzaleytunnel (französisch tunnels du Flonzaley) ist ein 0,7 Kilometer langer zweiröhriger Tunnel im Gebiet der Gemeinde Puidoux im Schweizer Kanton Waadt.
Er befindet sich an der Autobahnstrecke Lausanne-Vevey und durchquert in südsüdöstlicher Richtung einen Bergsporn bei Chexbres oberhalb der Weinbaulandschaft des Lavaux. Etwas über einen halben Kilometer südöstlich des Tunnels liegt die Autobahnzufahrt Chexbres.

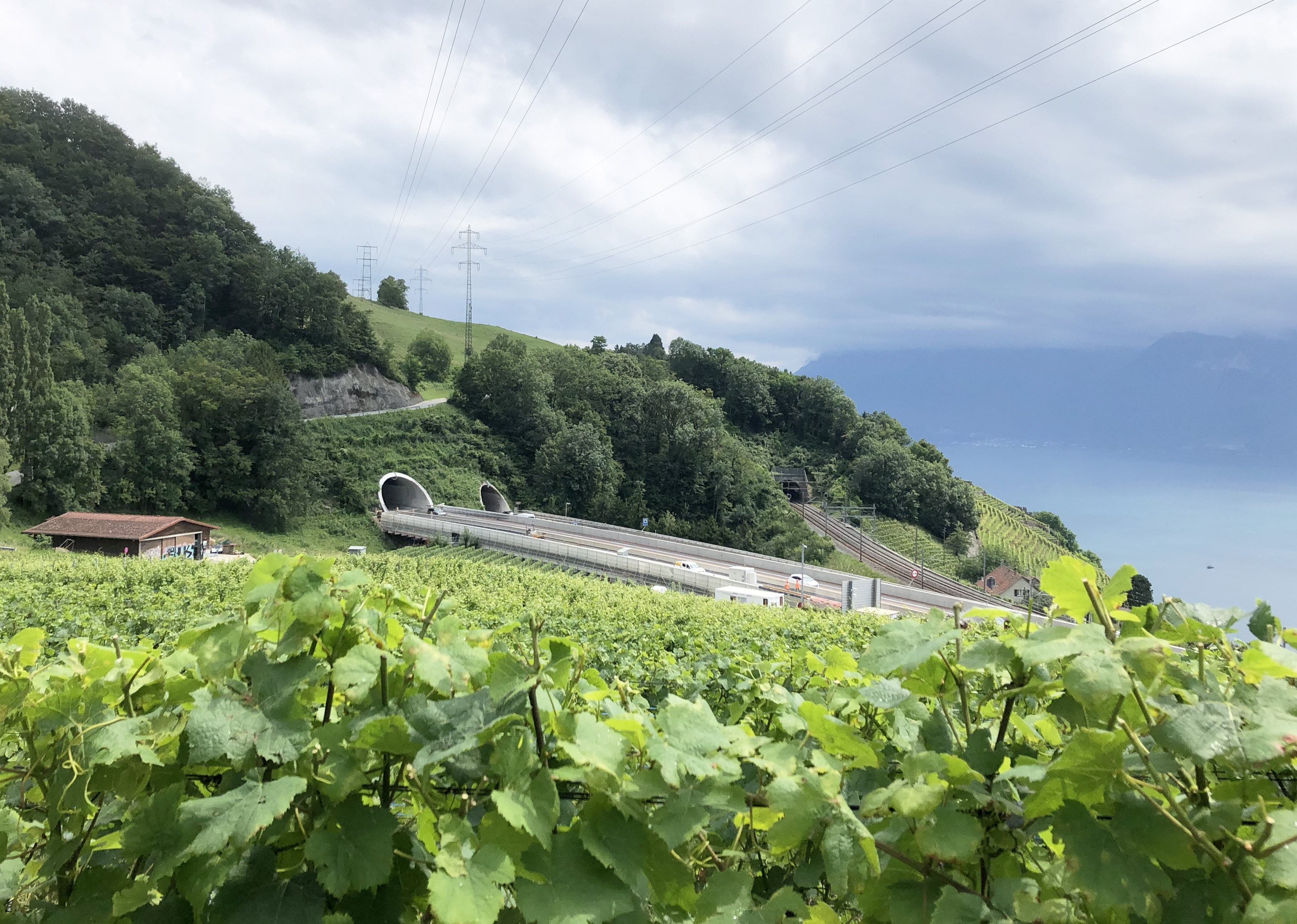
Autobahn- und Eisenbahntunnel

Der im Jahr 1974 fertiggestellte doppelte Tunnel liegt auf etwa 600 m Höhe in der Nähe des Cornallaztunnels der Bahnstrecke Lausanne–Bern und unterquert das Gleisfeld des Bahnhofs Puidoux. Das Ostportal befindet sich im Gebiet Le Flonzaley unter dem Bahndamm der Bahnstrecke Puidoux-Vevey und das Westportal im Tälchen von La Cornalle ganz am Rand des Gemeindegebiets von Puidoux. Im Westen schliessen die kurzen Cornalleviadukte direkt an die Tunnelportale an.
Das Tunnelbauwerk besitzt zwei Röhren, die in einem leichten Bogen liegen und gegen Osten ein geringes Gefälle aufweisen. Er führt durch Molassefelsen, der von einer bis zu 20 m dicken Moränenschicht des eiszeitlichen Rhonegletschers überzogen ist. Schwachstellen der Molasse, die Moränenzone von Flonzaley und das Erdrutschgebiet von Cornalle machten die Bauarbeiten am Tunnel besonders anspruchsvoll. Bei den Ostportalen wurde zunächst mit einem Sondierstollen der Zustand des Gebirges erkundet, und der Vortrieb mit dem anschliessendem, massiven Verbau erfolgte auf dieser Seite nur langsam. Wegen Absenkungen der Überdeckung während der Bauarbeiten war der Bahnverkehr auf den darüber liegenden Gleisen zeitweise beeinträchtigt.
Die Strassensignalisation im Flonzaleytunnel wird vom Kontrollzentrum Blécherette aus gesteuert. Um die Wasserversorgung für das Löschwassersystem im Tunnel sicherzustellen, musste die Gemeinde Puidoux ein neues Wasserreservoir bauen.